# Рудолф Вирхов
Рудолф Вирхов (на немски: Rudolf Ludwig Karl Virchow) е германски учен и политик от втората половина на 19 век, лекар, патологоанатом, хистолог, физиолог, основоположник на клетъчната теория в биологията и медицината, и теория на клетъчната патология в медицината. Известен и като археолог, антрополог и палеонтолог.

## Биография
Роден е на 13 октомври 1821 г. в Швидвин, Померания, Кралство Прусия. От 1839 изучава медицина в Института „Фридрих Вилхелм“. През 1843 г. се дипломира и започва работа като стажант в болница „Шарите“, където изучава патологична хистология. През 1845 г. публикува книга, в която описва един от двата най-ранно открити за медицинската наука случаи на левкемия. Неговите изследвания в тази област добиват класическо значение за медицината.
От 1846 г. Вирхов е главен асистент в болница „Шарите“, а през 1847 г., заедно със своя приятел Бено Райнхард, започва да издава журнала „Архив за патологична анатамия и физиология, както и за клинична медицина“ (Archiv für Pathologische Anatomie und Ahysiologie, und für Klinische Medizin). През 1849 г. е назначен в новосъздаденото председателство по патологична анатомия в Университета на Вюрцбург, а през 1850 г. се жени за Роуз Майер, от която има трима сина и три дъщери.
Във Вюрцбург Вирхов публикува много статии по патологична анатомия. Там той започва и формулирането на своите теории, посветени на клетъчната патология. Започва антропологическата си работа с изследвания върху черепи на хора с ментални увреждания и проследява развитието на основата на черепа.
През 1856 г. се създава председателство по патологична анатомия за Вирхов в Берлинския университет. Той приема предложената му позиция при определени условия, едно от които е изграждането на нов патологичен институт, който той използва до края на живота си. През голяма част от този период Вирхов е активно ангажиран в политиката. През 1859 г. е избран за член на градския съвет в Берлин, като се фокусира върху въпросите на общественото здравеопазване, проектирането на болници, инспекцията на храните и хигиената в училищата. Вирхов ръководи проектирането на две нови берлински болници и открива училище за сестрински грижи.
През 1861 г. е избран за член на пруския парламент. Яростен противник на Ото фон Бисмарк, който през 1865 г. го предизвиква на дуел, но Вирхов мъдро отказва.
По време на Австро-пруската (1866) и Френско-пруската война (1870 – 1871) Вирхов ограничава политическите си дейности за сметка на изграждането на военни болници и оборудването на болничните влакове. Във френско-пруската война той лично ръководи първия болничен влак на фронта.
От 1880 до 1893 г. е член на Райхстага.
Умира на 5 септември 1902 г. в Берлин на 80-годишна възраст.

## Научна дейност
Заслугата за създаването на клетъчната теория най-често се приписва на трима учени – Матиас Шлайден, Теодор Шван и Вирхов. Шлайден и Шван установяват през 1838 – 1839 година, че всички живи организми са изградени от клетки, които имат сходна структура. Впоследствие клетъчната теория е допълвана и уточнявана и от други изследователи. През 1858 г. Вихров доразвива клетъчната теория, посочвайки пътя, по който възникват клетките – единствено чрез делене на майчина клетка. Концепцията на Вирхов „клетката възниква само от клетка“ слага точка на вековния спор за самозараждането на организмите.
Вирхов за първи път изяснява същността на много заболявания и патологични процеси, установява строежа на много органи и тъкани на човешкото тяло. Като антрополог Вирхов обяснява анатомичните особености на расите. Покрай антропологията започва да се занимава с археологията. Заедно със Хайнрих Шлиман прави разкопки на Троя, пътува до Египет, Нубия и Пелопонес, изследва и мумии.